# ديف برايت
ديف برايت (بالإنجليزية: Dave Bright)‏ هو لاعب كرة قدم نيوزيلندي، ولد في 29 نوفمبر 1949 في إنجلترا في المملكة المتحدة. شارك مع منتخب نيوزيلندا لكرة القدم. أما مع النوادي، فقد لعب مع نادي تشيلمسفورد.

## وصلات خارجية
- ديف برايت على موقع الاتحاد الدولي (مؤرشف)  (الإنجليزية)
- ديف برايت على موقع قاعدة بيانات كرة القدم.إي يو (الإنجليزية)
- ديف برايت على موقع ناشيونال فوتبول تيمز (الإنجليزية)
- ديف برايت على موقع عالم كرة القدم.نت (الإنجليزية)